# Порез (Унинский район)
Порез — село в Унинском районе Кировской области.

## География
Располагается на расстоянии примерно 20 км по прямой на запад-юго-запад от райцентра поселка Уни.

## История
Известно с 1802 года как починок Терзи реки Порез с 25 дворами. Примерно в 1846 году построена церковь Сорока мучеников . В 1861 году была построена Архангельская каменная церковь. В 1859-1877 также построена была Богородицкая церковь. В 1873 году здесь (село Порезское) учтено дворов 75 и жителей 493, в 1905 (уже Порез) 96 и 539, в 1926 84 и 206 (удмурты 15), в 1950 229 и 660, в 1989 проживало 1010 человек. До 2021 года входило в состав Порезского сельского поселения, быв его административным центром, до его упразднения.

## Население
Постоянное население  составляло 728 человека (русские 94%) в 2002 году, 512 в 2010.